# Mikko Saviniemi
Mikko Kristian Saviniemi (* 11. Mai 1971 in Forssa) ist ein ehemaliger finnischer Basketballspieler.

## Leben
Der in der Stadt Forssa geborene Flügelspieler (1,97 Meter) gab während der Saison 1987/88 seinen Einstand in der Korisliiga, der höchsten Basketball-Spielklasse in seinem Heimatland Finnland. Bis 1994 war er Mitglied der Mannschaft FoKoPo (Forssan Koripojat). 1993/94 erreichte er mit FoKoPo das finnische Pokalendspiel, verlor dieses jedoch, und erreichte in der Meisterschaft den dritten Rang.
Nach seinem ligainternen Wechsel zu Turun NMKY im Vorfeld der Saison 1994/95 nahm Saviniemi bei der Mannschaft aus der Stadt Turku eine weitaus wichtigere Rolle ein als zuvor, seine Einsatzzeit und seine statistische Werte stiegen: Im Spieljahr 1994/95 erzielte er für TuNMKY je Begegnung im Durchschnitt 14,4 Punkte. Dies bedeutete den besten Wert, den der Flügelspieler im Laufe seiner Zeit in der Korisliiga insgesamt erreichte.
1998 schloss sich Saviniemi dem deutschen Bundesligisten TTL Bamberg an. Dort sollte er in die Fußstapfen seines Landsmanns Markku Larkio treten, wurde den Erwartungen der Bamberger aber nicht gerecht. In 19 Bundesliga-Einsätzen stand Saviniemi im Mittel rund elf Minuten auf dem Spielfeld und erzielte durchschnittlich 2,7 Punkte pro Begegnung. Sein Punktehöchstwert in der Bundesliga gelang ihm Anfang September 1998, als er gegen Rhöndorf 12 Punkte erreichte. Er spielte in Bamberg an der Seite seines Landsmanns Jari Vekkilä sowie mit dem 1993er Europameister Kai Nürnberger und einem weiteren späteren deutschen Nationalspieler, Steffen Hamann.
1999 zog es ihn zu Turun NMKY nach Turku zurück, im Anschluss an das Spieljahr 1999/2000 beendete er seine Leistungssportlaufbahn. Der frühere finnische Jugend-Nationalmannschaft, dem der Sprung in die Herrenauswahl seines Landes verwehrt blieb, sammelte sowohl mit Turun NMKY als auch mit Bamberg internationale Erfahrung im Europapokal Korać-Cup.